# Janez Anton Tušek
Janez Anton Tušek, slovenski slikar, * 6. junij 1725, Škofja Loka, † 31. januar 1798, Škofja Loka.

## Življenje in delo
Prvič se je oženil 31. maja 1745 s Heleno Wisiak, s katero je imel 3 otroke. Drugič se je oženil z Mojco Zottel, s katero je imel 9 otrok (vsi so zgodaj pomrli?). V listinah se večkrat omenja kot mestni slikar v Škofji Loki nem. Bürgerlicher Mahler der Stadt Lack. Po vsej verjetnosti se je šolal tudi v Metzingerjevi delavnici.
Kronika škofjeloškega kapucinskega samostana piše, da je za samostanski kor leta 1763 naslikal sv. Frančiška Asiškega, leta 1765 pa sv. Serafina in polihromiral kip Brezmadežne, leta 1769 je popravil več slik v cerkvi in obednici, leta 1780 je poslikal veliki oltar, leta 1794 pa je obnovil freske na samostanskem vrtu.
Leta 1760 je po naročilu Filipa Grebina s Hmeljnika poslikal romarsko cerkev sv. Frančiška Ksaverija na Veseli Gori pri Šentrupertu na Dolenjskem. V kupoli ladje je naslikal sv. Trojico, pod njo pa prizore iz legende o sv. Frančišku. Naslikal je še devet velikih angelov-simbolov čednosti, v prezbiteriju apoteozo sv. Frančiška Ksaverija, alegorije štirih kontinentov in čudeže sv. Frančiška Ksaverija. V kapeli sv. Janeza Nepomuka je naslikal svetnikovo poveličevanje in legendo, v kapeli sv. Marjete pa svetnico v gloriji in prizore iz Jezusove mladosti.
Pri cerkvi sv. Križa nad Srednjo vasjo pri Poljanah nad Škofjo Loko je poslikal zunanjščino cerkve s križevim potom, leta 1767 je za njen stranski oltar napravil sliko sv. Janeza Nepomuka, okr. leta 1777 pa je  za njen glavni oltar napravil sliko Križanega.
Pripisujejo mu tudi številne oljne slike v cerkvah in freske na znamenjih in hišah na Gorenjskem.